# Edward Francis Burney
Edward Francis Burney (1760-1848) est un artiste anglais.

## Biographie
Edward Francis Burney est né à Worcester le 7 septembre 1760. Il est le fils de Richard Burney et d'Elizabeth Humphries. Plusieurs membres de sa famille sont connus, parmi lesquels son oncle, le compositeur Charles Burney, et sa cousine, la femme de lettres Frances Burney.
Edward Francis Burney étudie à la Royal Academy de Londres à partir de 1776. Il y reçoit les encouragements de Sir Joshua Reynolds. De ses études à la Royal Academy, il laisse deux dessins qui documentent l'organisation de l'institution au sein de la Somerset House : intitulés ils représentent la salle des moulages en plâtre, dans lesquels les artistes pouvaient s'entraîner au dessin d'après l'Antique.
De 1780 à 1803, il expose à la Royal Academy. Les travaux qu'il y présente figurent des sujets historiques et des portraits représentant des membres de sa famille ou des amis.
Violoniste amateur, il joue dans des concerts privés amateurs.
Burney est décédé à Londres le 16 décembre 1848, à l'âge de 88 ans. Il est enterré à Marylebone. Il ne s'est jamais marié.

## Œuvres

### Illustrations d'ouvrages
Edward Francis Burney a réalisé de nombreuses illustrations de livres. Ses compositions figurent dans une édition du Paradis perdu de John Milton.
En 1780, il expose à la Royal Academy trois dessins illustrant le roman Evelina, rédigé par sa cousine Frances Burney : gravés, ils figurent dans l'édition de 1791 de l'ouvrage. Un portrait de l'autrice, dessiné par Burney, a été placé en frontispice de ses oeuvres.

### Œuvres satiriques
Certains de ses dessins à caractère satirique ont été rapproché du style de William Hogarth.
Dans les années 1820, Burney peint quatre aquarelles illustrant la vie musicale et sociale contemporaine, qui sont considérées comme ses chefs-d'oeuvre : The Waltz, The Elegant Establishment for Young Ladies (toutes deux conservées au Victoria and Albert Museum), Amateurs of Tye-Wig Music and The Glee Club; or, The Triumph of Music (conservées au Yale Center for British Art). L'artiste reprend l'une des aquarelles pour en faire une toile, aujourd'hui conservée à la Tate Gallery. Le tableau illustre le débat contemporain sur les vertus de la musique moderne, ici illustrée par Beethoven et Mozart, par rapport à celle de compositeurs antérieurs comme Handel et Corelli. Le sujet a été inspiré par Charles Burney, l'oncle de l'artiste, qui, en tant que musicologue, a jour un rôle important dans ce débat, où il s'est illustré comme défenseur des modernistes.